# Cruzeiro (São Paulo)
Pour les articles homonymes, voir Cruzeiro.
Cruzeiro est une ville de l'État de São Paulo située à mi-chemin entre les plus grandes villes du Brésil, Rio de Janeiro (213 km) et São Paulo (210 km). Sa population est estimée à environ 75 000 habitants.

## Démographie
| Évolution de la population (municipalité) | Évolution de la population (municipalité) | Évolution de la population (municipalité) | Évolution de la population (municipalité) |
| Année                                     | Population                                |                                           | %±                                        |
| ----------------------------------------- | ----------------------------------------- | ----------------------------------------- | ----------------------------------------- |
| 1920                                      | 12 676                                    |                                           |                                           |
| 1940                                      | 16 466                                    |                                           | 29,9%                                     |
| 1950                                      | 19 918                                    |                                           | 21,0%                                     |
| 1960                                      | 31 569                                    |                                           | 58,5%                                     |
| 1970                                      | 45 672                                    |                                           | 44,7%                                     |
| 1980                                      | 57 993                                    |                                           | 27,0%                                     |
| 1991                                      | 68 643                                    |                                           | 18,4%                                     |
| 2000                                      | 73 492                                    |                                           | 7,1%                                      |
| 2010                                      | 77 039                                    |                                           | 4,8%                                      |
| 2022                                      | 74 961                                    |                                           | −2,7%                                     |
| ,                                         |                                           |                                           |                                           |

## Maires
| Période | Période | Identité                          | Étiquette | Qualité |
| ------- | ------- | --------------------------------- | --------- | ------- |
| 2009    | 2012    | Ana Karin Dias de Almeida Andrade | PR        |         |